# Armoriale delle famiglie italiane (U)
Questo è l'armoriale delle famiglie italiane il cui cognome inizia con la lettera U.

## Armi

### Ub
| Stemma | Casato e blasonatura |
| ------ | --- |
|        | Ubaldi (Firenze) Di..., al leone di... (citato in (6)) |
|        | Ubaldi (Trevi) (la blasonatura non è stata ancora caricata) Notizie storiche nel sito della Associazione Pro Trevi. |
|        | Ubaldi (Trevi) stella (6 raggi) di oro su inquartato di rosso e di azzurro - il rosso caricato di una lettera B maiuscola di argento - l'azzurro da una lettera V maiuscola di nero (citato in LEOM) |
|        | Ubaldi (Cesena) (la blasonatura non è stata ancora caricata) (citato in BLCW) Immagine in Blasone Cesenate. |
|        | Ubaldini (Toscana) di rosso, alla crocetta patente d'oro accostata da due rami di cervo di cinque pezzi dello stesso (citato in (2) – pag. 447, in (5) - pag. 122 e in DAlena) |
|        | Ubaldini (Firenze, Pistoia) D'azzurro, al rincontro di cervo d'argento (citato in (6)) alias D'azzurro, al rincontro di cervo d'argento e alla stella a otto punte, racchiusa tra le corna (citato in (6)) alias D'azzurro, al rincontro di cervo d'argento e allo scudetto del Popolo fiorentino, talvolta rotondo, posto fra le corna (citato in (6)) alias D'azzurro, al massacro di cervo d'argento (citato in (6)) (DE) In Blau 1 silbernes Geweih mit Grind (citato in KHIF) alias D'azzurro, al massacro di cervo d'argento e allo scudetto rotondo del Popolo fiorentino racchiuso tra le corna (citato in (6)) alias D'azzurro, al massacro di cervo d'argento e al giglio d'oro posto tra le corna (citato in (6)) |
|        | Ubaldini (Catanzaro) D'azzurro al rinconto di cervo d'oro accompagnato in capo da una palla dello stesso caricata da una croce di rosso (citato in BLCL) |
|        | Ubaldini (Cesena) (la blasonatura non è stata ancora caricata) (citato in BLCW) Immagine in Blasone Cesenate. |
|        | Ubaldini (Muggia, Trieste) 2 fasce di argento - torre di oro merlata alla guelfa di 3 pezzi tutto su verde (citato in LEOM) |
|        | Ubaldini della Carda (Pesaro, Ferrara) riscontro di cervo di oro (testa di cervo in maestà) sormontato tra le corna da - stella (8 raggi) dello stesso tutto su azzurro (citato in LEOM) |
|        | Ubaldini della Carda (Pesaro, Ferrara) riscontro di cervo di oro (testa di cervo in maestà) sormontato tra le corna da - stella (8 raggi) dello stesso tutto su rosso (citato in LEOM) |
|        | Ubaldini da Ripa (Firenze) D'argento, al palo di losanghe accollate di rosso (citato in (6)) |
|        | Uberti (Toscana) (DE) Gold-blau geschacht (citato in KHIF) |
|        | Uberti (Firenze) Partito: nel 1° d'oro all'aquila di nero uscente dalla partizione; nel 2° scaccato d'oro e d'azzurro (citato in (6)) |
|        | Uberti o Oberto (Sicilia) Titolo: conte di Assoro partito: nel primo di rosso con una mezz'aquila d'argento movente dalla partizione; nel secondo scaccheggiato d'oro e d'azzurro di cinque file (citato in Mango e in (12)) Corona di conte (Cenno storico in Famiglie nobili di Sicilia (archiviato dall'url originale il 5 marzo 2016).) |
|        | Uberti (Cesena) (la blasonatura non è stata ancora caricata) (citato in BLCW) Immagine in Blasone Cesenate. |
|        | Ubertini (Siena) Di..., al leone di..., tenente in palo una spada alta di... (citato in (6)) |
|        | Ubertini (Firenze) D'oro, alla croce di rosso accantonata da quattro palle dello stesso (citato in (6)) |
|        | Ubertini (Arezzo, Siena) D'oro, al leone di rosso, talvolta coronato del campo (citato in (6)) leone rampante di rosso coronato di oro su oro (citato in LEOM) |
|        | Ubertini o Ubertini del Carro (Toscana) D'azzurro, al leone d'argento (DE) In Blau 1 silberner Löwe (citato in KHIF) |
|        | Ubertini da Terranuova (Firenze) D'azzurro, al leone d'argento (citato in (6)) |
|        | Ubertini di Fetto (Firenze) D'argento, alla gemella in banda d'azzurro, accompagnata da due stelle a otto punte d'oro, 1.1 (citato in (6)) |
|        | Ubertini Fetti (Firenze) 2 cotisse (banda ridotta di spessore) di azzurro accompagnate da - 2 stelle (8 raggi) di oro poste in sbarra tutto su argento (citato in LEOM) |
|        | Uberto (Piatto) D'azzurro, alla gazza di nero, sormontata da tre stelle d'oro, di cinque raggi, ordinate in fascia Motto: Vigilat et gaudet (citato in (8)) |
|        | Uboldi de' Capei (Torino) 2 stelle (6 raggi) di oro su fascia di rosso su oro - castello a 2 torri di argento cimato da una aquila di nero accompagnato a destra a un albero di pino silvestre al naturale tutto su terrazzo di verde uscente dalla partizione su rosso - 2 pannocchie (granturco) incrociate i grani di oro e le brattee (foglie che racchiudono il frutto) di rosso su argento - luna rivolta di argento accompagnata da 4 stelle (6 raggi) di oro poste in croce su azzurro (citato in LEOM) |
|        | Uboldi Titolo: nobili di Villareggio (LOM) (Milano) Inquadrato d'oro e di rosso al capo dell'Impero (citato in Stemmario cremosano) |
|        | Ubriana (Napoletano) (la blasonatura non è stata ancora caricata) (citato in (11)) |

### Uc
| Stemma | Casato e blasonatura |
| ------ | --- |
|        | Uccellini (Firenze) Di rosso, a sei uccelli posati d'argento, 3.2.1 alias Di rosso, a tre uccelli posati d'argento, 2.1, e al capo cucito d'Angiò (citato in (6)) |

### Ud
| Stemma | Casato e blasonatura                                                                                          |
| ------ | --- |
|        | Udrionis (Châtillon, Aosta) D'azzurro, alla banda d'argento, accompagnata da due stelle d'oro (citato in (8)) |

### Uf
| Stemma | Casato e blasonatura                                                                                  |
| ------ | --- |
|        | Uffreduzzi (Todi, Perugia) 3 bande di oro su azzurro - capo d'Angiò - trangla di oro (citato in LEOM) |

### Ug
| Stemma | Casato e blasonatura |
| ------ | --- |
|        | Ugazio o Ugacio o Ugatio o Ugacci o Ugaccio o Ugazzi (Santhià, Cuneo, Vercelli) Titolo: nobile D'azzurro, al leone d'oro, armato e linguato di rosso, con la banda di rosso, attraversante (citato in (8) e in (14)) Cimiero: un leone nascente d'oro, attraversato da una banda di rosso / il leone del campo nascente / leone nascente d'oro, tenente tra le branche la banda di rosso attraversante Motto: Die et ingegno - Sine labore nihil |
|        | Uggeri (Pontremoli) Partito: nel 1° di rosso, al cane rampante rivolto d'argento, collarinato d'oro, sostenente sulla zampa sinistra una colonna d'argento e un cuore d'oro; nel 2° partito, a/ d'oro, all'albero sradicato al naturale, b/ d'argento, a tre bande d'azzurro (citato in (6)) |
|        | Uggieri (Siena) Di..., a cinque bande diminuite di..., alternate a dodici gigli di..., ordinati 1.2.3.3.2.1 e posti nel senso della pezza (citato in (6)) |
|        | Uggieri (Pontremoli) cane levriero rampante rivolto di argento collarinato di oro tenente sulla zampa anteriore sinistra una colonna di argento posta in palo e un cuore di oro tutto su rosso - albero di noce sradicato al naturale su oro - 3 bande di azzurro su argento (citato in LEOM) |
|        | Ughetti (Siena) D'azzurro, a cinque bande diminuite d'argento alternate a dieci rose dello stesso, ordinate 2.3.3.2 (citato in (6)) |
|        | Ughetti (Colle) D'azzurro, a tre fasce ondate d'oro alias Fasciato ondato d'azzurro e d'oro (citato in (6)) |
|        | Ughetto (Valperga) Troncato, al 1° d'oro, al grappolo al naturale, pendente da un tralcio fogliato di verde, al 2° fasciato d'azzurro e d'argento Motto: À tout azard (citato in (8)) |
|        | Ughi (Firenze) di vaio pieno (citato in (2) – pag. 573, in (5) - pag. 168, in (6) e in DAlena) alias Vaiato d'argento e di nero (citato in (6)) |
|        | Ughi (Firenze) Di..., allo scorpione montante di..., accompagnato da tre stelle a otto punte di..., una in capo e due ai fianchi (citato in (6)) |
|        | Ughi (Pistoia) Palato di sei pezzi di rosso e d'oro alias Palato di sei pezzi di rosso e d'oro, alla palla attraversante d'azzurro, caricata di tre gigli d'oro, 2.1 (citato in (6)) |
|        | Ughi (Toscana) (DE) Schwarz-silberner Pfahlfeh (citato in KHIF) |
|        | Ughi o Ughi Philippus (Toscana) (DE) In silber-blau gespaltenem Feld 2 Fingerringe in verwechselten Tinkturen (citato in KHIF) |
|        | Ughirossi (Firenze) Di..., a tre rocchi di scacchiere di..., 2.1 (citato in (6)) |
|        | Uglieri (Carignano) D'oro, a tre bastoni nodosi, d'azzurro, (posti in banda?), con il capo d'oro, cucito, carico di un'aquila coronata, di nero, accompagnata da due stelle, d'azzurro (citato in (8)) |
|        | Ugo (Palermo) Titolo: barone di Gattaino, Foresta Vecchia; marchese delle Favare d'azzurro a due fasce, accompagnate da una stella nel capo e da tre bisanti posti due tra le fasce ed una in punta; il tutto d'oro (citato in Mango e in (12)) 2 fasce accompagnate da - una stella (6 raggi) in alto e da - 3 palle poste 2,1 al centro in basso tutto di oro su azzurro (citato in LEOM) Mantello di velluto scarlato sormontato dalla corona di marchese (Cenno storico in Famiglie nobili di Sicilia (archiviato dall'url originale il 5 marzo 2016).) Ulteriore ragguaglio storico in Famiglie nobili di Sicilia (archiviato dall'url originale il 1º aprile 2016). |
|        | Ugo o Ugo di Madeborgo (Toscana) Titolo: marchese (DE) 7mal silber-rot gespalten (citato in KHIF) |
|        | Ugoccioni (Cesena) (la blasonatura non è stata ancora caricata) (citato in BLCW) Immagine in Blasone Cesenate. |
|        | Ugolani (Cremona) d'azzurro, al leone scaccato d'argento e di rosso; con il capo d'argento, alla croce patente di rosso, bordata d'oro (citato in BLCR) Immagine in Blasonario Cremonese (archiviato dall'url originale il 7 aprile 2014). |
|        | Ugoli (Firenze) D'argento, alla fascia di losanghe accollate di rosso (citato in (6)) |
|        | Ugolini (Firenze, Roma, Verona) Titolo: Nobile Patrizio Fiorentino, Marchese Trinciato d'oro e d'azzurro, a due pantere passanti dell'uno nell'altro e macchiate del campo, poste nel senso della partizione (citato in (6)) |
|        | Ugolini (Toscana) (DE) In gold-blau schräggeteiltem Feld 2 schräggelegte schreitende Leoparden in verwechselten Tinkturen (citato in KHIF) |
|        | Ugolini (Pisa) D'oro, al lupo rapace di nero alias Di..., al leone di... (citato in (6)) |
|        | Ugolini (Pistoia) Di rosso, al palo d'oro e al capo d'azzurro caricato di un leone leopardito d'oro (citato in (6)) |
|        | Ugolini (Prato) D'argento, al leone d'azzurro sostenente in palo una lancia (o picca, o bastone gigliato) d'oro, e sormontato da una stella a sei punte di... (citato in (6)) |
|        | Ugolini (Siena) Di rosso, al leone troncato d'argento e di nero, tenente un fascio di tre spighe d'oro (citato in (6)) |
|        | Ugolini (Forlì) monte a 3 cime di verde uscente dalla punta cimato da uno scoiattolo seduto al naturale su oro - aquila coronata di nero su oro in capo (citato in LEOM) |
|        | Ugolini (Roma) 2 leoni controrampanti di oro tenenti una palla dello stesso tra le zampe anteriori accompagnati in basso da una gemella in fascia di oro tutto su azzurro (citato in LEOM) |
|        | Ugolini (Ferentino) banda di oro su troncato di rosso e di azzurro (citato in LEOM) |
|        | Ugolini (Cesena) (la blasonatura non è stata ancora caricata) (citato in BLCW) Immagine in Blasone Cesenate. |
|        | Ugolini del Lion Nero (Firenze) Trinciato di rosso e d'oro, alla banda di losanghe accollate d'azzurro passata sulla partizione e accostata da due pantere passanti dell'uno nell'altro, poste nel senso della partizione (citato in (6)) |
|        | Ugoni (Brescia) fasciato di nero e di oro - capo d'Impero (citato in LEOM) |
|        | Ugoni (Brescia) 3 fasce di nero su argento (citato in LEOM) |
|        | Ugonino (Luserba, Cavour) Titolo: consignori di Inverso Porte, Costigliole, Torre Pellice Di rosso, a due scaglioni d'argento rovesciati, ciascuno carico di due foglie di vite, di verde (citato in (8)) |
|        | Ugonotti o Ugonoti o Ugonotto (Rivoli) D'argento, a tre rose di rosso, 2, 1 (citato in (8)) |
|        | Uguccioni (arma antica) (Firenze) d'oro, al palo doppiomerlato di rosso (citato in (2) – pag. 402 e in DAlena) |
|        | Uguccioni (arma attuale) (Firenze) due doppio rastrello d'oro ritto nel campo rosso, i gigli di Francia sotto il rastrello rosso nel campo turchino (citato in DAlena) |
|        | Uguccioni (Firenze) di rosso, al palo contra-doppio-merlato d'oro (citato in CROL – pag. 208 e in (5) - pag. 119) |
|        | Uguccioni (Messina) di rosso, al palo doppiomerlato d'oro (citato in Mango) (DE) In Rot 1 goldener Gegenzinnenpfahl (citato in KHIF) |
|        | Uguccioni (Firenze) Di rosso, al palo doppiomerlato d'oro, e al capo d'Angiò (citato in (6)) palo doppiomerlato di oro su rosso - capo d'Angiò (citato in LEOM) (DE) Unter 1 blauen Schildhaupt, darin 1 vierlätziger roter Turnierkragen mit je 1 goldenen Lilie zwischen den Lätzen (Capo d'Angiò), in Rot 1 goldener Gegenzinnenpfahl (citato in KHIF) alias Di rosso, al palo doppiomerlato d'argento, e al capo d'Angiò (citato in (6)) |
|        | Uguccioni (Firenze) palo doppiomerlato mattonato di oro su rosso - capo d'Angiò (citato in LEOM) |
|        | Uguccioni (Pistoia) Fasciato di quattro pezzi d'azzurro, di rosso, d'oro e di verde, ciascun pezzo caricato di una palla rispettivamente di verde, d'oro, di rosso e d'azzurro (citato in (6)) |
|        | Uguccioni Gherardi (Firenze) troncato: nel 1º di rosso, al palo doppiomerlato d'oro, col capo d'Angiò; nel 2º d'oro, alla croce spinata d'azzurro, accantonata da quattro stelle (8) dello stesso (citato in (5) – pag. 48) |
|        | Uguiccioni (Firenze) Partito d'argento e di rosso, alla stella a otto punte dell'uno all'altro (citato in (6)) |
|        | Ugulati (Montefalco) (la blasonatura non è stata ancora caricata) (citato in Degli Abbati) |
|        | Ugulinucci (Cagli) (la blasonatura non è stata ancora caricata) (citato in DAlena) |
|        | Ugulinucci Savini (Cagli) (la blasonatura non è stata ancora caricata) (citato in DAlena) |
|        | Ugurgieri (Siena) Titolo: Patrizio Senese. Conte (primogenito maschio). D'oro, alla ruota di rosso sostenuta da due leoni d'azzurro e accompagnata in punta da un leone dello stesso; il tutto abbassato sotto il capo cucito dell'Impero (citato in (6)) |
|        | Ugurgieri della Berardenga (Siena) Titolo: Patrizio Senese. Conte (primogenito maschio). D'oro, alla ruota di rosso sostenuta da due leoni d'azzurro e accompagnata in punta da un leone dello stesso (citato in BICC) |
|        | Ugurgieri della Berardenga (Siena) Titolo: Patrizio Senese. Conti della Berardenga. D'oro, ai tre leoni d'azzurro: i due del capo affrontati e sostenenti una ruota di otto raggi di rosso, e in punta; col capo cucito d'oro carico di un'aquila spiegata di nero, coronata del campo (citato in (4)) 3 leoni rampanti di azzurro posti 2,1 i 2 superiori affrontati e afferranti una ruota di rosso tutto su oro - capo d'Impero (citato in LEOM) |

### Ul
| Stemma | Casato e blasonatura |
| ------ | --- |
|        | Ulgieri (Pisa) D'azzurro, a due pali d'oro, e al capo d'argento caricato di un leone nascente di nero (citato in (6)) |
|        | Uliari (Toscana) (DE) Rot-blau geteilt: Oben 1 blauer Balken, unten 1 achtstrahliger goldener Stern (citato in KHIF) |
|        | Uliengo (Valdengo) Palato d'oro e di rosso, i pali d'oro carichi nel mezzo da un cinquefoglio di verde, quelli di rosso di un cinquefoglio d'argento, con il capo d'azzurro, carico di una stella d'argento alias Palato d'oro e di rosso, i due pali centrali carichi nel mezzo da un cinquefoglio, partito di verde e d'argento, con il capo d'azzurro, carico di una stella d'argento (citato in (8)) |
|        | Ulitotobr o Ulitotti (Chieri) D'azzurro, alla croce accantonata da quattro gigli, il tutto d'oro (citato in (8)) |
|        | Uliva (Pescia) Di..., all'albero (olivo) sradicato al naturale (citato in (6)) |
|        | Ulivelli (Firenze) D'oro, a otto olive picciolate e fogliate di verde, 3.3.2 alias Troncato: nel 1° di rosso, alla gemella in scaglione d'oro, accompagnata da tre stelle a otto punte dello stesso, 2.1; nel 2° d'oro, a otto olive picciolate e fogliate di verde, 3.3.2 (citato in (6)) |
|        | Ulivi (Prato) Partito d'argento e di nero, alla banda dell'uno all'altro (citato in (6)) |
|        | Ulivi (Firenze) D'azzurro, all'albero (olivo) al naturale nodrito su un monte di tre cime d'oro, e affiancato da due stelle a otto punte dello stesso (citato in (6)) (DE) In Blau 1 1 schwebenden natürlichen grünen Boden besetzender goldener Dreiberg, oben besetzt mit 1 naturfarbenen Laubbaum und beidseitig begleitet von je 1 achtstrahligen goldenen Stern (citato in KHIF) |
|        | Ulivi (Firenze) D'azzurro, all'albero di olivo di verde nodrito su un monte di tre cime d'oro, e accostato da due stelle a otto punte dello stesso alias D'azzurro, al ramo di olivo di verde nodrito su un monte di tre cime d'oro, e accostato da due stelle a otto punte dello stesso (citato in (6)) |
|        | Ulivierelli o Ulivierelli delle Ruote o Ulivierelli delle Ruote del Lion Bianco (Toscana) (DE) In Blau 1 naturfarbener Laubbaum, 1 naturfarbenen Dreiberg oben besetzend und von rechts bestiegen von 1 linksgewendeten silbernen Löwen (citato in KHIF) |
|        | Ulivieri (Fiesole) Di rosso, a due scaglioni d'oro, accompagnati da tre stelle a otto punte dello stesso, 2.1, le due in capo e l'una in punta (citato in (6)) |
|        | Ulivieri (Firenze) Di rosso, alla gemella in scaglione d'oro, accompagnata da tre stelle a otto punte dello stesso, 2.1 alias Di rosso, alla gemella in scaglione d'oro, accompagnata da tre stelle a cinque punte dello stesso, 2.1 (citato in (6)) |
|        | Ulivieri o Ulivieri Stiozzi Ridolfi (Firenze) Partito: Nel 1° di rosso ai due scaglioni accompagnati da tre stelle di otto raggi, due in capo ed una in punta; nel 2° d'azzurro al grifone fissante un giglio posto nel canton destro del capo, il tutto d'oro (citato in (4) Vol. VI pag. 761) 2 scaglioni di oro accompagnati da - 3 stelle (8 raggi) dello stesso psote 2,1 su rosso - grifo rampante di oro mirante - un giglio dello stesso posto in alto a sinistra tutto su azzurro (citato in LEOM) |
|        | Ulivieri delle Ruote (Firenze) D'azzurro, all'albero (olivo) al naturale nodrito su un monte di tre cime d'oro, e addestrato da un cane rivolto al naturale, rampante contro il tronco (citato in (6)) |
|        | Ulloa e Ulloa Severino (Napoli) Titolo: Marchese e Nobile, Baroni di Cerzacupa e Poggio Vetere scaccato di rosso e di oro di 15 pezzi, i sette d'oro caricati di tre fasce di rosso (citato in (9) e in (11)) scaccato (3 x 5 ) di 15 pezzi di rosso e di oro - l'oro caricato di 3 fasce di rosso (citato in LEOM) Notizie storiche in Nobili napoletani. Ulteriori notizie storiche in Nobili napoletani.                                                                                                 |
|        | Ulrich (Livorno) D'azzurro, alla spada guarnita d'oro, posta alta in sbarra (citato in (6)) |
|        | Ulrich (Milano, Besana, Brianza) spada al naturale manicata di oro posta in sbarra punta in alto su azzurro (citato in LEOM) |
|        | Ulrich Bansa (Milano) spada al naturale manicata di oro posta in sbarra punta in alto su azzurro - cerchio di oro al quale è attorcigliato un serpente al naturale testa rivolta coronato di oro su azzurro (citato in LEOM) |
|        | Ultramarini o Ultramarino o Ultramare o Oltremare (Ginevra (Svizzera)) 3 bande controinnestate di argento su oro - orso rampante al naturale sormontato da - 2 gigli di oro posti in fascia e da una rosa di rosso tutto su azzurro (citato in LEOM) |
|        | Ultramarini o Ultramarino o Ultramare o Oltremare (Ginevra (Svizzera)) banda di oro inchiavata di 5 pezzi di rosso su azzurro - leone rampante di oro tenente con le zampe anteriori un bastone di argento posto in palo in alto a destra - giglio di oro in basso a sinistra (citato in LEOM) |

### Um
| Stemma | Casato e blasonatura |
| ------ | --- |
|        | Umberto (Piemonte) Titolo: marchesi di Cigliè e Roccacigliè, Murazzano, Palazzo; conti di Gonzole; signori di Somano; consignori di Pamparato D'ermellino, al leone di rosso alias Inquartato, al 1° e 4° d'argento, al leone d'azzurro; al 2° e 3° di rosso, al braccio armato di uno scudo, d'oro Motto: Emblemata sugeret usus (citato in (8))                                                         |
|        | Umoglio o Umolio (Crescentino, Vercelli) Titolo: conti di Pramollo; consignori di Cavallerleone Di rosso, all'avanbraccio vestito, d'argento, tenente con la mano di carnagione un ramo di palma, di verde, con un breve bianco, attorcigliato su di esso e scritto del motto VIRTUTE ET PATIENTIA, con il capo d'oro, carico di un'aquila di nero, linguata di rosso, coronata del campo (citato in (8)) |

### Un
| Stemma | Casato e blasonatura |
| ------ | --- |
|        | Undici (Pistoia) Troncato: nel 1° d'azzurro, a tre stelle a otto punte d'oro; nel 2° d'argento, alla branca di leone posta in banda di rosso; e alla fascia di rosso passata sulla partizione e caricata di tre gigli d'oro alias Troncato: nel 1° d'azzurro, a tre stelle a otto punte d'oro; nel 2° d'argento, alla branca di leone posta in palo di rosso; e alla fascia di rosso passata sulla partizione e caricata di tre gigli d'oro (citato in (6)) |
|        | Undio o Ondio o Undro (Nizza, Torino) D'azzurro, a tre bande ondate, d'argento Motto: In utraque fortuna fides (citato in (8)) |
|        | Unganelli (Firenze) Di rosso, alla banda d'argento caricata di tre crescenti d'azzurro, volti nel senso della pezza (citato in (6)) (DE) In Rot 1 silberner Schrägbalken, belegt mit 3 schräglinks nach oben gewendeten blauen Halbmonden (citato in KHIF) |
|        | Ungaro (Taranto, Napoli) Titolo: nobili d'argento al leone di rosso tenente con le branche anteriori una mezzaluna dello stesso colore, accollato da un lambello a tre pendenti d'oro (citato in (9)) leone rampante di rosso tenente con le zampe anteriori una luna dello stesso su argento caricato da - lambello (3gocce) di oro (citato in LEOM) |
|        | Unigat (Torino) Troncato, al 1° d'azzurro, alla cometa d'argento, posta in palo, al 2° d'oro, a due ruote d'azzurro Motto: Nisi plena cruoris (citato in (8)) |
|        | Uniti (Pisa) Di rosso, all'albero sradicato fustato al naturale e chiomato d'oro, sostenuto da due cani controrampanti d'argento (citato in (6)) |

### Up
| Stemma | Casato e blasonatura |
| ------ | --- |
|        | Upezzinghi (Pisa, Firenze) D'oro, all'aquila dal volo abbassato di nero (citato in (6)) alias D'oro, all'aquila dal volo abbassato di nero coronata del campo (citato in (6)) D'oro, all'aquila di nero coronata del campo (citato in SPRE) aquila di nero coronata di oro su oro (citato in LEOM) |
|        | Upezzini (Pescia) Di..., a tre teste d'aquila di..., 1.2 alias Di..., a tre teste d'aquila di..., 2.1 (citato in (6)) |

### Ur
| Stemma | Casato e blasonatura |
| ------ | --- |
|        | Uras (Roma, Oristano, Cagliari, Macomer) D'oro spaccato da un filetto di nero; sopra un albero infiammato alle radici; sinistrato da un leone appoggiato al tronco, il tutto al naturale; sotto un braccio vestito di rosso impugnante una ciocca di capelli al naturale Motto: Semper eadem (citato in DAlena) |
|        | Uras (Macomer, Cagliari) filetto di nero in fascia su oro - albero al naturale infiammato alle radici affiancato a sinistra da un - leone rampante rivolto dello stesso su oro in alto - avambraccio destro reciso rivolto verso sinistra vestito di rosso afferrante con la mano di carnagione una ciocca di capelli al naturale su oro in basso (citato in LEOM) |
|        | Uras (Macomer, Cagliari) fenice sulla sua immortalità su un colle di verde uscente dalla partizione tutto al naturale su azzurro - sole raggiante di oro uscente dal canton sinistro del capo - porta di argento chiusa su 2 gradini dello stesso su azzurro - pavone con la sua ruota in maestà attraversante sul tronco - un albero di pero sradicato tutto al naturale su argento - elefante passante gualdrappato e reggente una torre tutto al naturale accompagnato in capo da - 2 stelle (5 raggi) di azzurro poste in fascia tutto su oro (citato in LEOM) |
|        | Urbani (Pisa, Pescia, Firenze) D'azzurro, alla croce a doppia traversa d'oro, caricata di cinque triboli del campo, 2.1.2 (citato in (6)) |
|        | Urbano (Molfetta) d'azzurro, a 2 fasce d'oro e al palo dello stesso sul tutto, le fasce caricate, ai lati, di 4 triangoli di nero, e il palo di un triangolo al centro dello stesso (citato in ) |
|        | Urbinati (Cesena) (la blasonatura non è stata ancora caricata) (citato in BLCW) Immagine in Blasone Cesenate. |
|        | Urbini (Padova) 3 riscontri di bue di oro accornati di rosso (testa di bue in maestà) su fascia di argento su troncato di nero e di azzurro - 3 stelle (6 raggi) poste 2,1 di oro sull'azzurro (citato in LEOM) |
|        | Ursino (Catania) Titolo: barone della Torre d'azzurro alla torre d'argento sostenuta a destra da un orso al naturale, ritto e rivoltato, e sormontato da due stelle d'oro (citato in (9), in Mango e in (12)) torre di argento accompagnata a sinistra da - un orso rampante rivolto al naturale su azzurro - 2 stelle in alto poste in fascia (6 raggi) di oro su azzurro (citato in LEOM) (Cenno storico in Famiglie nobili di Sicilia (archiviato dall'url originale il 1º aprile 2016).)                                                                       |
|        | Ursio o Ursi (Villar San Costanzo, Torino) Troncato d'oro e di verde, all'orso al naturale, rampante sul tutto (citato in (8)) spaccato d'oro, e di verde con un orso rampante di color naturale sopra il tutto (citato in (14)) Cimiero: un figlio ignudo Motto: Infestus infestis |
|        | Ursio in campo d'oro un orso al naturale (citato in (14)) Cimiero: un orso simile nascente, tenente con la zampa destra una spada nuda Motto: Post tenebras spero lucem |
|        | Urso o Orso (Messina, Palermo) Titolo: nobili d'azzurro, all'orso d'oro alias d'azzurro, alla fascia d'argento sostenuta da tre bande dello stesso e sormontata da un orso passante d'oro (citato in (9) e in Mango) |
|        | Ursone (Molfetta) d'oro, a 3 scaglioni di rosso, col capo del campo, caricato di un orso rampante d'argento (citato in ) |
|        | Urtica o Ortica Titolo: signori di Verzuolo Di [...], al leone di [...] ... (citato in (8)) |

### Us
| Stemma | Casato e blasonatura |
| ------ | --- |
|        | Uscieri (Siena) Di..., al grugno di cinghiale di nero (citato in (6)) |
|        | Useppi (Firenze, Volterra) fasciato d'oro e d'azzurro, al capo d'azzurro col grifo d'oro uscente Cimiero: un grifo uscente da una corona, il tutto d'oro (citato in (4) – Vol. II pag. 450) |
|        | Useppi (Volterra, Firenze) Troncato: nel 1° d'azzurro, al grifone d'oro nascente dalla troncatura; nel 2° fasciato di sei pezzi d'oro e d'azzurro (citato in (6)) |
|        | Usillon (La Roche) Titolo: baroni Di rosso, alla croce d'argento, a tau (citato in (8)) |
|        | Usimbardi (Colle di Val d'Elsa, Firenze, Volterra) troncato: nel primo al monte di sei colli d'oro accompagnato da tre gigli dello stesso posti tra quattro pendenti di un lambello; nel secondo alle tre spade poste in banda |
|        | Usimbardi (Colle, Volterra, Firenze) D'argento, al capo di nero alias Troncato d'argento e di nero alias Troncato: nel 1° d'azzurro, al monte di sei cime d'oro, e al capo cucito d'Angiò; nel 2° di rosso, a tre spade basse d'argento, guarnite d'oro, poste in banda e ordinate in sbarra alias Troncato: nel 1° d'azzurro, al monte di sei cime d'oro, accompagnato da tre gigli dello stesso, uno in capo e due ai fianchi; nel 2° di rosso, a tre spade basse d'argento, guarnite d'oro, poste in banda e ordinate in sbarra (citato in (6)) |
|        | Usinbardi (Toscana) (DE) Blau-rot geteilt: Oben 1 goldener Sechsberg an der Teilungslinie, überhöht von 1 vierlätzigen roten Turnierkragen mit je 1 goldenen Lilie zwischen den Lätzen, unten in der rechten Flanke 3 schräggelegte, linksgewendete silberne Schwerter pfahlweise (citato in KHIF) |
|        | Uso di Mare (Genova) d'argento a tre fasce ondate di rosso (citato in SCRF, p. 249) |
|        | Usinini (Siena) D'argento, allo scaglione di rosso, accompagnato da tre rose dello stesso, 2.1 alias D'argento, alla fascia di rosso, accompagnato da tre rose dello stesso, 2.1 (citato in (6)) |
|        | Usseglio (Giaveno) Titolo: consignori di Giaveno Di verde, a tre tortore d'argento e nero, male ordinate (citato in (8)) |

### Ut
| Stemma | Casato e blasonatura |
| ------ | --- |
|        | Utinelli (Siena) Di rosso, a tre scaglioni increspati d'oro; con il capo del secondo, caricato di cinque rose del primo alias Di rosso, a tre scaglioni scalinati d'oro; con il capo del secondo, caricato di cinque rose del primo alias Fasciato increspato di otto pezzi scalinati di rosso e d'oro (citato in (6)) |

### Uv
| Stemma | Casato e blasonatura |
| ------ | --- |
|        | Uva (Molfetta) spaccato, d'oro e d'argento, nel 1° d'oro all'aquila spiegata di nero, nel 2° alla vite sradicata al naturale alias inquartato, nel 1° e 4° d'oro, all'aquila spiegata di nero e coronata del campo, nel 2° e 3° d'argento, alla vite sradicata al naturale alias inquartato, nel 1° e 4° d'argento, alla vite sradicata al naturale, nel 2° e nel 3° d'oro, all'aquila spiegata di nero e coronata del campo, col capo d'oro, caricato di un'altra aquila spiegata di nero e coronata del campo Motto: Nocturna renidet (citato in DAlena, in ) e in [https://www.laltramolfetta.it/content_/news_zoom.asp?id_news=616] (archiviato dall'url originale l'8 dicembre 2012).) |